# 稲田村 (福島県)
稲田村（いなだむら）は福島県岩瀬郡にかつて存在した村である。

## 地理
- 現在の須賀川市の南部、旧須賀川市の南西部に位置する。

## 歴史

### 村域の変遷
- 1889年（明治22年）4月1日 - 町村制施行により、稲村・松塚村・岩淵村・保土原村・泉田村が合併し岩瀬郡稲田村が発足。
- 1954年（昭和29年）3月31日 - 須賀川町・浜田村・西袋村・石川郡小塩江村と合併し須賀川市が発足。同日稲田村廃止。

変遷表
| 1868年 以前 | 1868年 以前 | 明治9年 | 明治22年 4月1日 | 昭和29年 3月31日 | 現在     |
| ----------- | ----------- | ------- | --------------- | ---------------- | -------- |
|             | 稲村        | 稲村    | 稲田村          | 須賀川市         | 須賀川市 |
|             | 松塚村      |         | 稲田村          | 須賀川市         | 須賀川市 |
|             | 岩渕村      | 岩渕村  | 稲田村          | 須賀川市         | 須賀川市 |
|             | 小岩渕村    | 岩渕村  | 稲田村          | 須賀川市         | 須賀川市 |
|             | 保土原村    |         | 稲田村          | 須賀川市         | 須賀川市 |
|             | 泉田村      |         | 稲田村          | 須賀川市         | 須賀川市 |

## 大字
- 稲（いな）
- 松塚（まつづか）
- 岩渕（いわぶち）
- 保土原（ほどわら）
- 泉田（いずみだ）

## 人口・世帯

### 人口
総数 [単位： 人]
| 1889年（明治22年） | 2,152 |
| 1920年（大正 9年） | 2,586 |
| 1947年（昭和22年） | 3,642 |

### 世帯
総数 [単位： 世帯]
| 1920年（大正 9年） | 447 |
| 1947年（昭和22年） | 579 |